# Luigi Facelli

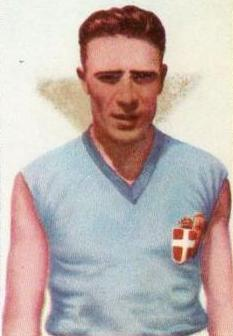
Luigi Facelli

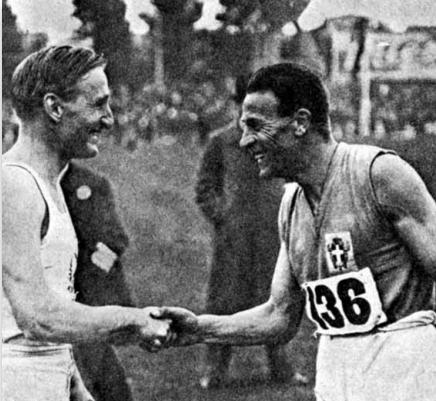
David Burghley und Luigi Facelli

Luigi Facelli (* 10. Mai 1898 in Acqui Terme; † 4. Mai 1991 in Mailand) war ein italienischer Hürdenläufer und Sprinter.
Bei den Olympischen Spielen wurde er 1924 in Paris in der 4-mal-400-Meter-Staffel Sechster. Über 400 m Hürden erreichte er das Halbfinale und über 400 m das Viertelfinale. 1928 in Amsterdam wurde er Sechster über 400 m Hürden und schied in der 4-mal-400-Meter-Staffel im Vorlauf aus. 1932 in Los Angeles belegte er über 400 m Hürden den fünften und in der 4-mal-400-Meter-Staffel den sechsten Platz.
Bei den Leichtathletik-Europameisterschaften 1934 in Turin erreichte er über 400 m Hürden im Finale nicht das Ziel. Bei den Olympischen Spielen 1936 in Berlin kam er in derselben Disziplin nicht über die erste Runde hinaus.
Elfmal wurde er Italienischer Meister über 400 m Hürden (1924–1931, 1935, 1936, 1938) und je zweimal über 400 m (1926, 1930), 110 m Hürden (1930, 1931) sowie im Dreisprung (1923, 1929). Im Duell mit dem Olympiasieger von 1928 David Burghley wurde er dreimal Englischer Meister über 440 Yards Hürden (1929, 1931, 1933).

## Persönliche Bestzeiten
- 400 m: 48,8 s, 1931
- 400 m Hürden: 52,4 s, 6. Oktober 1929, Bologna